# Phalangiidae
Phalangiidae è una famiglia di Aracnidi che comprende circa 200 specie di opilioni lunghi da 0,2 a 1,2 cm. Questi aracnidi hanno il corpo molle e dotato di processi spinosi. Il primo segmento delle zampe è liscio, quelli successivi hanno rilievi longitudinali, a volte spinosi. Maschi e femmine hanno un aspetto diverso, soprattutto per la forma dei cheliceri ingrossati del maschio. Molte specie sono notturne, alcune sono attive anche di giorno.

## Ciclo biologico
Le femmine usano l'ovopositore telescopico e flessibile per deporre sotto corteccia o in crepe del suolo. I giovani rimangono dapprima nella bassa vegetazione, in seguito salgono su arbusti e alberi.

## Distribuzione
Cosmopoliti, principalmente in regioni temperate. Sotto sassi e nella lettiera, in foreste e luoghi erbosi.
Parecchie specie si sono adattate a vivere nelle abitazioni.

## Tassonomia
- Sottofamiglia Dicranopalpinae

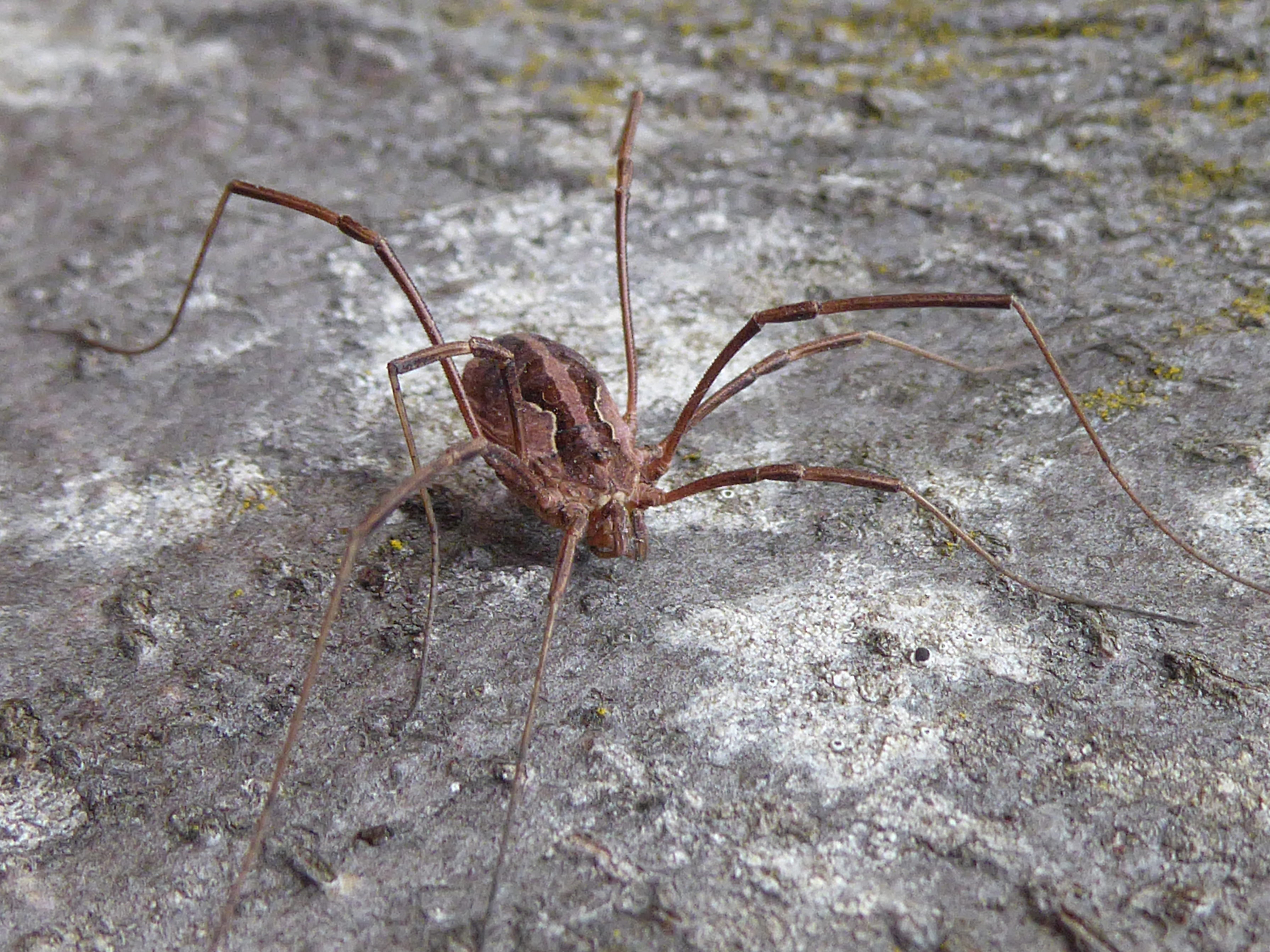
Mitopus morio

  - Amilenus Martens, 1969 (1 specie; Europa)
  - Dicranopalpus Doleschall, 1852 (12 specie; Europa, Sud America)
  - Lanthanopilio Cokendolpher & Cokendolpher, 1984 (1 specie)
- Sottofamiglia Oligolophinae Banks, 1893
  - Lacinius Thorell, 1876 (17 specie; Cina, Europa, Nord America)
  - Mitopiella Banks, 1930 (1 specie; Borneo)
  - Mitopus Thorell, 1876 (9 specie; Eurasia, Nord America)
  - Odiellus Roewer, 1923 (17 specie; Eurasia, Nord Africa, Nord America)
  - Oligolophus C. L. Koch, 1871 (4 specie; Europa, Cina)
  - Paralacinius Morin, 1934 (1 specie)
  - Paroligolophus Lohmander, 1945 (1 specie; Europa)
  - Roeweritta Silhavý, 1965 (1 specie)

- Sottofamiglia Opilioninae C.L. Koch, 1839
  - Egaenus C.L. Koch, in Hahn & C.L. Koch 1839 (14 specie; Eurasia)
  - Himalphalangium Martens, 1973 (5 specie)
  - Homolophus Banks, 1893 (25 specie; Asia, Nord America)
  - Opilio Herbst, 1798 (63 specie; Eurasia, Nord America)
  - Scleropilio Roewer, 1911 (1 specie; Asia)

- Sottofamiglia Phalangiinae Latreille, 1802
  - Acanthomegabunus Tsurusaki, Tchemeris & Logunov, 2000 (1 specie; Siberia)
  - Bactrophalangium Silhavý, 1966 (2 specie)
  - Bunochelis Roewer, 1923 (2 specie; Canarie)
  - Coptophalangium Starega, 1984 (1 specie)
  - Cristina Loman, 1902 (13 specie; Africa)
  - Dacnopilio Roewer, 1911 (4 specie; Africa)
  - Dasylobus Simon, 1878 (19 specie; Europa, Africa)
  - Graecophalangium Roewer, 1923 (5 specie; Grecia, Macedonia)
  - Guruia Loman, 1902 (5 specie; Africa)
  - Hindreus Kauri, 1985 (3 specie; Africa)
  - Leptobunus Banks, 1893 (5 specie; Nord America)
  - Liopilio Schenkel, 1951 (2 specie; Alaska)
  - Liropilio Gritsenko, 1979 (2 specie; Russia, Kazakistan)
  - Megistobunus Hansen, 1921 (3 specie)
  - Metadasylobus Roewer, 1911 (8 specie; Grecia, Canarie, Francia, Spagna)
  - Metaphalangium Roewer, 1911 (15 specie; Europa, Africa, Asia Minore, Canarie)
  - Odontobunus Roewer, 1910 (9 specie; Africa)
  - Parascleropilio Rambla, 1975 (1 specie)
  - Phalangium Linnaeus, 1758 (35 specie; Africa, Eurasia, Cuba)
  - Ramblinus Starega, 1984 (1 specie; Madeira)
  - Rhampsinitus Simon, 1879 (47 specie; Africa)
  - Rilaena Silhavý, 1965 (8 specie; Europe)
  - Tchapinius Roewer, 1929 (1 specie; Kamchatka)
  - Zachaeus C.L. Koch, 1839 (10 specie; Europa, Asia Minore)

- Sottofamiglia Platybuninae Starega, 1976
  - Buresilia Silhavý, 1965 (2 specie)
  - Lophopilio Hadzi, 1931 (2 specie)
  - Megabunus Meade, 1855 (6 specie; Europa)
  - Metaplatybunus Roewer, 1911 (8 specie; Grecia)
  - Paraplatybunus Dumitrescu, 1970 (2 specie)
  - Platybunoides Silhavý, 1956 (1 specie)
  - Platybunus C.L. Koch, 1839 (22 specie; Europa, Sumatra)
  - Rafalskia Starega, 1963 (1 specie; Asia minore)
  - Stankiella Hadzi, 1973 (2 specie)